# CAC 40

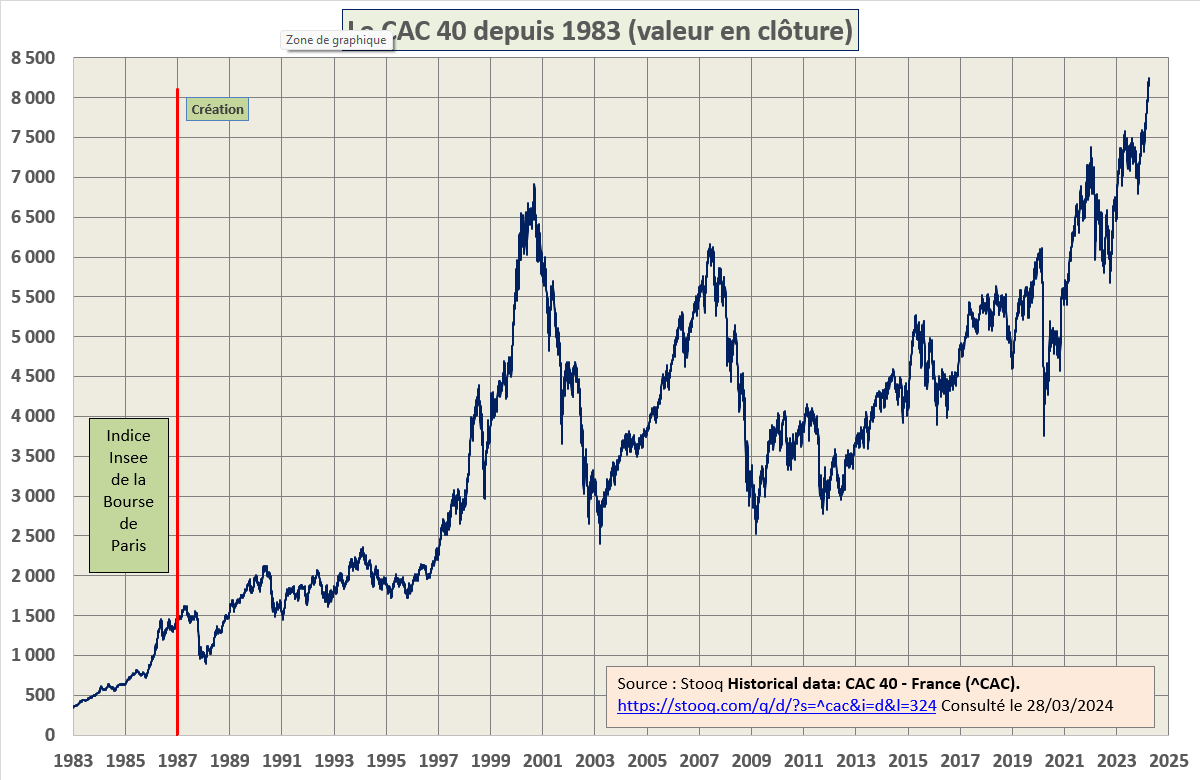
Графік індексу CAC 40 у 1988-2021 рр. З 1965 до 1987 року показаний графік індексу Паризької біржі

CAC 40 — головний фондовий індекс Франції, який розраховується на основі котирувань 40 найбільших за капіталізацією компаній на біржі Euronext Paris. Заснований в 1987 році. Є одним з головних складових пан-європейського індексу біржі Euronext.

## Розрахунок індексу
Індекс обчислюється як середнє арифметичне зважене за капіталізацією значення цін акцій 40 найбільших компаній, акції яких торгуються на біржі Euronext Paris. Кожна із сорока компаній має свій індекс, який зважується відповідно до вартості її цінних паперів, доступних на ринку. Ваги варіюються від компанії до компанії в залежності від її капіталізації у вільному обігу. З грудня 2003 року вага компаній в індексі була обмежена на рівні 15% при кожному квартальному перегляді індексу.
Починаючи з 1 грудня 2003 року при підрахунку капіталізації враховуються лише акції, що знаходяться у вільному обігу.
Індекс обчислюється кожні 30 секунд в робочі дні біржі з 9:00 до 17:30 за Центральноєвропейським часом.

## Критерії вибору
Склад CAC 40 оновлюється щоквартально комітетом експертів Conseilcientifique des indices (CSI). Зміни завжди набирають чинності в третю п’ятницю березня, червня, вересня та грудня. Кількість акцій у вільному обігу переглядається кожного вересня.

## Складові індексу
Індекс складений з наступних компаній після щоквартального оновлення станом на вересень 2024 року.
Останній склад можна знайти на сайті Euronext.
| Компанія                  | Індустрія                              | Підгалузь за GICS                      | Тикер    |
| ------------------------- | -------------------------------------- | -------------------------------------- | -------- |
| Accor                     | Споживчі послуги                       | Готелі, ресторани та відпочинок        | AC.PA    |
| Air Liquide               | Основні матеріали                      | Промислові гази                        | AI.PA    |
| Airbus                    | Промисловість                          | Аерокосмічна та оборонна промисловість | AIR.PA   |
| ArcelorMittal             | Основні матеріали                      | Сталь                                  | MT.AS    |
| Axa                       | Фінансові послуги                      | Страхування життя та здоров'я          | CS.PA    |
| BNP Paribas               | Фінансові послуги                      | Диверсифіковані банки                  | BNP.PA   |
| Bouygues                  | Промисловість                          | Будівництво та інжиніринг              | EN.PA    |
| Capgemini                 | Технології                             | ІТ-консалтинг та інші послуги          | CAP.PA   |
| Carrefour                 | Споживчі товари повсякденного попиту   | Гіпермаркети та супермаркети           | CA.PA    |
| Crédit Agricole           | Фінансові послуги                      | Регіональні банки                      | ACA.PA   |
| Danone                    | Споживчі товари повсякденного попиту   | Упаковані продукти харчування та м'ясо | BN.PA    |
| Dassault Systèmes         | Технології                             | Прикладне програмне забезпечення       | DSY.PA   |
| Edenred                   | Промисловість                          | Послуги з обробки транзакцій           | EDEN.PA  |
| Engie                     | Комунальні послуги                     | Газове господарство                    | ENGI.PA  |
| EssilorLuxottica          | Охорона здоров'я                       | Одяг, аксесуари та предмети розкоші    | EL.PA    |
| Eurofins Scientific       | Охорона здоров'я                       | Біотехнології                          | ERF.PA   |
| Hermès                    | Споживчі товари тривалого користування | Одяг, аксесуари та предмети розкоші    | RMS.PA   |
| Kering                    | Споживчі товари тривалого користування | Одяг, аксесуари та предмети розкоші    | KER.PA   |
| L'Oréal                   | Споживчі товари повсякденного попиту   | Споживчі товари особистого вжитку      | OR.PA    |
| Legrand                   | Промисловість                          | Електричні компоненти та обладнання    | LR.PA    |
| LVMH                      | Споживчі товари тривалого користування | Одяг, аксесуари та предмети розкоші    | MC.PA    |
| Michelin                  | Промисловість                          | Шини та гума                           | ML.PA    |
| Orange                    | Послуги зв'язку                        | Інтегровані телекомунікаційні послуги  | ORA.PA   |
| Pernod Ricard             | Споживчі товари повсякденного попиту   | Дистилятори та винороби                | RI.PA    |
| Publicis                  | Послуги зв'язку                        | Реклама                                | PUB.PA   |
| Renault                   | Споживчі товари тривалого користування | Виробники автомобілів                  | RNO.PA   |
| Safran                    | Промисловість                          | Аерокосмічна та оборонна промисловість | SAF.PA   |
| Saint-Gobain              | Промисловість                          | Будівельні матеріали                   | SGO.PA   |
| Sanofi                    | Охорона здоров'я                       | Фармацевтика                           | SAN.PA   |
| Schneider Electric        | Промисловість                          | Електричні компоненти та обладнання    | SU.PA    |
| Société Générale          | Фінансові послуги                      | Диверсифіковані банки                  | GLE.PA   |
| Stellantis                | Споживчі товари тривалого користування | Виробники автомобілів                  | STLAP.PA |
| STMicroelectronics        | Технології                             | Напівпровідники                        | STMPA.PA |
| Teleperformance           | Послуги зв'язку                        | Аутсорсинг                             | TEP.PA   |
| Thales                    | Промисловість                          | Аерокосмічна та оборонна промисловість | HO.PA    |
| TotalEnergies             | Енергетика                             | Інтегрована нафтогазова галузь         | TTE.PA   |
| Unibail-Rodamco-Westfield | Нерухомість                            | Retail REITs                           | URW.PA   |
| Veolia                    | Промисловість                          | Багатогалузеві компанії                | VIE.PA   |
| Vinci                     | Промисловість                          | Будівництво та інжиніринг              | DG.PA    |
| Vivendi                   | Послуги зв'язку                        | Фільми та розваги                      | VIV.PA   |